# José Manuel Fuente
José Manuel Fuente Lavendera (Limanes, 30 settembre 1945 – Oviedo, 18 luglio 1996) è stato un ciclista su strada e dirigente sportivo spagnolo.
Soprannominato El Tarangu, fu attivo tra i professionisti nella prima metà degli anni 1970; specialista dei Grandi giri, vinse due Vuelta a España. Grazie alle caratteristiche di scalatore seppe mettere in difficoltà un campione come Eddy Merckx, che pure sulle montagne lo temeva; i suoi risultati furono tuttavia spesso penalizzati da tattiche di gara errate.

## Carriera

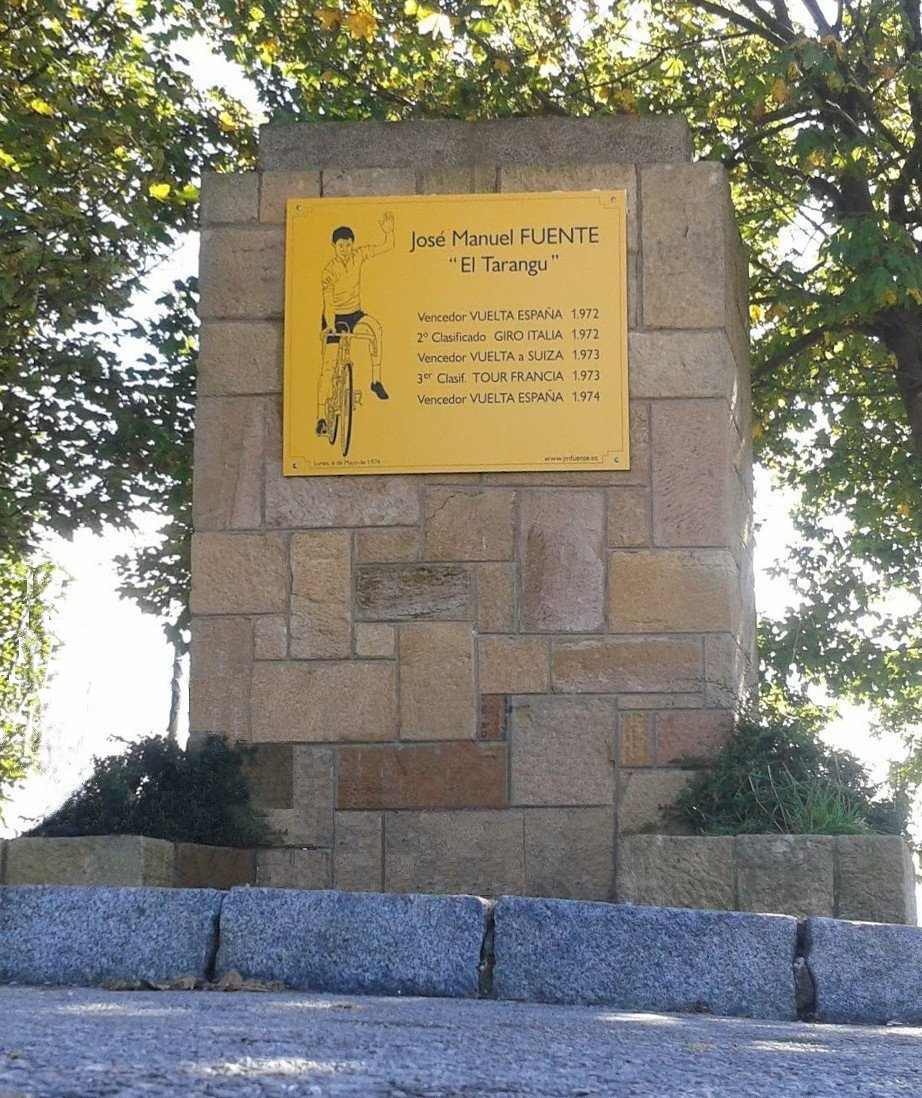
Monumento a Fuente al Monte Naranco (Oviedo)

Passato professionista nel 1970 con la Karpy-Licor, nel 1971 si trasferì alla KAS-Kaskol. Concentrò la sua carriera nelle grandi corse a tappe: al Giro d'Italia arrivò secondo dietro a Merckx nel 1972, collezionò 9 successi di tappa e 15 giorni in maglia rosa oltre a quattro, consecutive (dal 1971 al 1974), maglie verdi della classifica del Gran Premio della Montagna e tre passaggi consecutivi sulla Cima Coppi (nel 1972, nel 1973 e nel 1974).
Al Tour de France 1973 sembrava destinato alla vittoria, quando trovò sulla sua strada il connazionale Luis Ocaña a strappargli un altro successo che sembrava suo, dopo il Giro del 1972: stavolta fu addirittura terzo, alle spalle anche di Bernard Thévenet. Fra le sue vittorie si ricordano comunque le due alla Vuelta a España, nel 1972 e nel 1974 e il Giro di Svizzera nel 1973.
Si ritirò nel 1976, dopo che gli venne ritirata la licenza per correre a causa di una grave infezione renale. Dopo il ritiro divenne gestore di un negozio di articoli sportivi ad Oviedo nonché, nel 1988, direttore sportivo della squadra CLAS. Morì il 18 luglio 1996, a soli 50 anni, per una pancreatite acuta; nel maggio dello stesso anno aveva peraltro subito un trapianto di rene.

## Palmarès
- 1970

9ª tappa Volta a Catalunya (Segur de Calafell > Barcellona)
4ª tappa Vuelta a Guatemala
- 1971

10ª tappa Giro d'Italia (Forte dei Marmi > Pian del Falco)
14ª tappa Tour de France (Revel > Luchon)
15ª tappa Tour de France (Luchon > Superbagnères)
- 1972

4ª tappa, 1ª semitappa Giro d'Italia (Francavilla al Mare > Blockhaus)
17ª tappa Giro d'Italia (Livigno > Passo dello Stelvio)
12ª tappa Vuelta a España (Saragozza > Formigal)
Classifica generale Vuelta a España
- 1973

17ª tappa Giro d'Italia (Andalo > Auronzo di Cadore)
4ª tappa Tour de Suisse (Locarno > Grächen)
5ª tappa Tour de Suisse (Grächen > Meiringen)
Classifica generale Tour de Suisse
- 1974

3ª tappa Giro d'Italia (Pompei > Sorrento)
9ª tappa Giro d'Italia (Macerata > Monte Carpegna)
11ª tappa, 1ª semitappa Giro d'Italia (Modena > Il Ciocco)
16ª tappa Giro d'Italia(Valenza > Mendrisio)
20ª tappa Giro d'Italia (Pordenone > Tre Cime di Lavaredo)
9ª tappa Vuelta a España (Madrid > Los Angeles de San Rafael)
13ª tappa Vuelta a España (León > Monte Naranco)
Classifica generale Vuelta a España
- 1975

1ª prova Lago de Enol
- 1976

3ª tappa, 1ª semitappa Vuelta a los Valles Mineros

### Altri successi
- 1971

Classifica scalatori Giro d'Italia
- 1972

Classifica scalatori Setmana Catalana
Classifica scalatori Vuelta al País Vasco
Classifica scalatori Giro d'Italia
Classifica scalatori Vuelta a España
Classifica combinata Vuelta a España
- 1973

Classifica scalatori Giro d'Italia
Classifica scalatori Tour de Suisse
- 1974

Classifica scalatori Giro d'Italia

## Piazzamenti

### Grandi giri
- Giro d'Italia

1971: 39º
1972: 2º
1973: 8º
1974: 5º
- Tour de France

1971: 72º
1973: 3º
1975: ritirato
- Vuelta a España

1970: 16º
1971: 54º
1972: vincitore
1974: vincitore
1975: ritirato

### Classiche
- Milano-Sanremo

1972: 38º